# 10891 Fink
10891 Fink eller 1997 QR3 är en asteroid i huvudbältet som upptäcktes den 30 augusti 1997 av OCA–DLR Asteroid Survey (ODAS). Den är uppkallad efter Uwe Fink.
Den tillhör asteroidgruppen Levin.